# Nepalomyia
Nepalomyia är ett släkte av tvåvingar. Nepalomyia ingår i familjen styltflugor.

## Dottertaxa tillNepalomyia, i alfabetisk ordning[1]
- Nepalomyia baliensis
- Nepalomyia beijingensis
- Nepalomyia bidentata
- Nepalomyia brevifurcata
- Nepalomyia chinensis
- Nepalomyia confusa
- Nepalomyia crassata
- Nepalomyia daliensis
- Nepalomyia daweishana
- Nepalomyia dentata
- Nepalomyia dilaticosta
- Nepalomyia dytei
- Nepalomyia flava
- Nepalomyia furcata
- Nepalomyia guangxiensis
- Nepalomyia henanensis
- Nepalomyia hesperia
- Nepalomyia horvati
- Nepalomyia hui
- Nepalomyia langi
- Nepalomyia longa
- Nepalomyia longiseta
- Nepalomyia luteipleurata
- Nepalomyia nantouensis
- Nepalomyia nepalensis
- Nepalomyia nigra
- Nepalomyia nigricornis
- Nepalomyia pallipes
- Nepalomyia pallipilosa
- Nepalomyia pilifera
- Nepalomyia pingbiana
- Nepalomyia ruiliensis
- Nepalomyia siveci
- Nepalomyia sombrea
- Nepalomyia spiniformis
- Nepalomyia taiwanensis
- Nepalomyia tatjanae
- Nepalomyia tianlinensis
- Nepalomyia trifurcata
- Nepalomyia tuberculosa
- Nepalomyia yunnanensis
- Nepalomyia zhouzhiensis